# Senna caudata
Senna caudata là một loài thực vật có hoa loài thuộc họ họ Đậu (Fabaceae). Đây là một loài bị đe dọa, chỉ có ở Costa Rica và Panama.